# Добровольский, Даниэль
Даниэль Добровольский (нем. Daniel Dobrovoljski; 9 июня 1975) — российский и немецкий футболист, играл на позициях полузащитника и нападающего.

## Клубная карьера
Добровольский начал играть в футбол в 1995 году в немецком любительском клубе «Ванген 1905». Летом 1996 года он перешёл в любительский клуб «Штутгарт II».
Перед сезоном 1997/1998 года Добровольский перебрался в швейцарский клуб «Базель», подписав двухлетний профессиональный контракт под руководством главного тренера Йорга Бергера. После участия в трёх товарищеских играх, 12 июля 1997 года Добровольский дебютировал в Национальной лиге А за «Базель» в домашнем матче на стадионе «Санкт-Якоб Парк» в игре против клуба «Этуаль» из Каружа, заменив на 75-й минуте игры Гаэтано Джиалланцу, а сам матч завершился вничью 0:0. 23 августа 1997 года Добровольский забил первый гол за «Базель» в домашнем матче против «Санкт-Галлена», выйдя на замену на 70-й минуте Юргена Хартманна через 7 минут он отличился, а его команда выиграла с счётом 3:2.
В этом сезоне Добровольский сыграл 16 игр, 15 раз выйдя на замену и один раз в стартовом составе. Чтобы получить больше игрового времени, «Базель» отдал Добровольского в аренду в немецкий клуб «Мангейм», который в то время играл в региональной лиге «Юг»
, четвёртом дивизионе немецкого футбола. После того, как он вернулся из аренды, он сыграл в нескольких контрольных матчах, а затем перешел в «Локарно». За два с небольшим сезона в клубе Добровольский сыграл в общей сложности 31 игру за «Локарно», забив в общей сложности четыре гола. 16 из этих игр были в Национальной лиге A, две в Кубке Швейцарии и 13 были товарищескими играми. Он забил два гола в чемпионате и два мяча во время контрольных игр.
В сезоне 1999/2000 годов «Локарно» выступал в 1-й лиге, третьем дивизионе швейцарского футбола. В конце сезона они стали победителями группы 3 и квалифицировались в плей-офф за повышение. В первом раунде плей-офф они дважды обыграли «Ред Стар Цюрих», а в следующем раунде с победой и ничьей против «Волен» добились повышения в Национальную лигу B.
В сезоне 2000/2001 Швейцарской футбольной лиги «Локарно» сохранил свое место во втором дивизионе. В следующем сезоне Добровольский затем играл за «Вадуц», а затем перешел в «Аустрию» из Лустенау, где провёл два сезона в Первой австрийской футбольной лиге.